# Guilty Hands
Pour plus de détails, voir Fiche technique et Distribution.
Guilty Hands est un film américain réalisé par W. S. Van Dyke, sorti en 1931.

## Synopsis
Lors d'un voyage en train, l'avocat Richard Grant dit aux autres passagers que, sur la base de sa longue expérience à la fois dans la poursuite et la défense d'affaires de meurtre, le meurtre est parfois justifié et qu'un homme intelligent devrait pouvoir le commettre sans être détecté. Il se rend dans le domaine isolé de son riche client et ami, Gordon Rich où sa fille adulte Barbara le surprend à la gare, où elle l'informe qu'elle y est déjà depuis une semaine. Le point de vue de Grant est bientôt mis à l'épreuve. Rich lui demande de réécrire son testament, y compris les legs à toutes ses anciennes maîtresses (sauf une qui est déjà morte; elle n'avait que 16 ans et Grant pense que c'était un suicide). Lorsque Rich explique qu'il veut un nouveau testament parce qu'il a l'intention d'épouser Barbara, Grant est consterné. Il répète ce qu'il a dit dans le train. Rich mérite d'être assassiné, et si c'est ce qu'il faut pour arrêter le mariage, Grant le fera et s'en tirera. Rich rétorque que si nécessaire, il ripostera d'outre-tombe.
Grant supplie sa fille, soulignant la grande différence d'âge et le caractère indécent de Rich. Mais elle aime Rich et est catégorique. Tommy Osgood, un jeune homme que Barbara fréquentait, n'a pas non plus été capable de changer d'avis. Lors d'un dîner ce soir-là, Rich annonce le mariage et dit qu'il aura lieu le matin. Sa petite amie de longue date, Marjorie West, est consternée, mais après la fête, il lui assure que, comme d'habitude, il reviendra vers elle une fois qu'il aura épuisé son obsession pour Barbara. Il épouse Barbara uniquement parce qu'elle ne coucherait pas avec lui autrement. Rich ordonne à deux serviteurs de surveiller le bungalow de Grant sur le domaine, mais Grant utilise une découpe montée sur un tourne-disque pour projeter une ombre mouvante sur le rideau afin de donner l'impression qu'il fait les cent pas et retourne dans la maison principale. Pendant ce temps, Rich se rend dans la chambre de Barbara. Il perd le contrôle et l'attrape brutalement; elle recule de dégoût et il part.
Rich écrit alors une lettre à la police accusant Grant au cas où il serait retrouvé mort. À ce stade, Grant se faufile dans la pièce, prend le pistolet de Rich sur son bureau et lui tire dessus pendant un coup de tonnerre. Grant place le pistolet dans la main du mort, prend la lettre et retourne dans sa chambre juste à temps pour être vu par les domestiques. Lorsque le corps est découvert, Grant insiste sur le fait que son hôte doit s'être suicidé. Au grand choc de Grant, Barbara l'informe bientôt qu'elle avait changé d'avis, rendant le crime inutile. Seule de tous les invités, Marjorie West est certaine qu'il s'agissait d'un meurtre. Elle découvre comment Grant a concocté son alibi, puis trouve accidentellement l'empreinte de la lettre incriminante sur le sous-main. Cependant, Grant revient et lui arrache les preuves. Il lui dit que si elle l'accuse, il montera une affaire de meurtre contre elle, basée sur sa jalousie envers Barbara et son héritage en vertu du testament existant de Rich; mais sinon, elle est libre de profiter de la fortune de Rich.
Lorsque la police arrive, West ne sait pas quoi faire. Le coroner examine (et déplace) le corps. Le chef de la police, un vieil ami, accepte la "conclusion" de Grant selon laquelle il s'agissait d'un suicide. West décide finalement de parler, mais juste à ce moment-là, une contraction progressive de la rigidité cadavérique du doigt de la gâchette de la victime tire le pistolet, blessant mortellement Grant. "Tu l'as fait, Rich", remarque-t-il. Il demande alors à Tommy de bien s'occuper de Barbara. Ne voyant aucune raison de blesser Barbara, Marjorie décide de garder le silence.

## Fiche technique
- Titre : Guilty Hands
- Réalisation : W. S. Van Dyke
- Scénario : Bayard Veiller
- Direction artistique : Cedric Gibbons
- Photographie : Merritt B. Gerstad
- Montage : Anne Bauchens
- Société de production : Metro-Goldwyn-Mayer
- Pays d'origine : États-Unis
- Format : Noir et blanc
- Genre : policier
- Durée : 69 minutes
- Date de sortie : 1931

## Distribution
- Lionel Barrymore : Richard Grant
- Kay Francis : Marjorie West
- Madge Evans : Barbara 'Babs' Grant
- William Bakewell : Tommy Osgood
- C. Aubrey Smith : Révérend Hastings
- Polly Moran : Aunt Maggie
- Alan Mowbray : Gordon Rich
- Forrester Harvey : Spencer Wilson
- Charles Crockett (en) : H.G. Smith
- Henry A. Barrows : Harvey Scott